# Hans Eklund (fotbollsspelare)
Hans Patrik Eklund, född 16 april 1969 i Mönsterås, är en svensk fotbollstränare och före detta spelare. Sedan 2023 är han tillfällig assisterande tränare i Helsingborgs IF.

## Biografi

### Spelarkarriär
Eklund inledde sin karriär som spelare i Mönsterås och representerade därefter bland andra Östers IF, Servette FC, Viborg FF och Helsingborgs IF, där han avslutade sin spelarkarriär. Han vann allsvenskans skytteliga för Öster 1992.
Eklund gjorde landslagsdebut 1988 i Las Palmas mot Östtyskland (4-1).
Eklund är den spelare som har gjort flest allsvenska mål i modern tid med 132 stycken[källa behövs].

### Tränarkarriär
Efter den aktiva karriären blev Eklund akademiansvarig för Helsingborgs IF pojkar 15-19 år och var under en period 2006 huvudtränare för Helsingborgs IF innan Stuart Baxter anlände som tränare hösten 2006. Han var därefter tränare för Viborg FF, dit han kom 2007 från jobbet som assisterande tränare för Helsingborg, och fick sparken år 2009. Eklund blev klar som assisterande tränare till Henrik Larsson i Landskrona BoIS i december 2009. Efter tiden i Landskrona blev han huvudtränare i Superettanklubben Falkenbergs FF som han förde upp till Allsvenskan. Då det allsvenska kontraktet firades bad han spelarna om ursäkt, "Jag lovade er att vi skulle hålla oss kvar i Superettan, jag är ledsen att jag inte höll vad jag lovade". Han tränade dock inte Falkenberg 2014 i allsvenskan då han rekryterades av Kalmar FF inför säsongen 2014. Där blev sejouren bara ettårig, varefter Eklund återvände till Falkenberg.
Efter utträde ur Allsvenskan 2020 och en svag start i Superettan 2021 valde Falkenberg att bryta med Eklund.
Sedan tiden i Landskrona är han också känd under namnet "Hete Hasse".
Har högsta utbildningen inom fotboll (Pro Licence) och internationellt godkänd som coach genom ICC.